# Rada Miasta Rybnika
Rada Miasta Rybnika – organ władzy samorządowej w Rybniku. Rada Miasta liczy 25 radnych, ich kadencja trwa 5 lat. Na czele Rady stoi przewodniczący, którego wspomaga trzech wiceprzewodniczących. Obecnym przewodniczącym jest Wojciech Kiljańczyk (PO), a funkcję wiceprzewodniczących pełnią Franciszek Kurpanik (PO), Jan Mura (WDR) oraz Małgorzata Piaskowy (WDR).

## Okręgi wyborcze
| Nr okręgu | Dzielnice |
| --------- | --- |
| 1.        | Chwałęcice, Golejów, Grabownia, cz. Maroko-Nowiny, Ochojec, Orzepowice, Rybnik – Północ, Rybnicka Kuźnia, Stodoły, Śródmieście, Wielopole |
| 2.        | Boguszowice Osiedle, Boguszowice Stare, Gotartowice, Kamień, Kłokocin, Ligota – Ligocka Kuźnia, Paruszowiec-Piaski                        |
| 3.        | Chwałowice, Meksyk, Niedobczyce, Niewiadom, Popielów, Radziejów                                                                           |
| 4.        | cz. Maroko-Nowiny, Smolna, Zamysłów, Zebrzydowice                                                                                         |

## Skład Rady Miasta (kadencja 2018-2023)

### Prezydium Rady Miasta
- Wojciech Kiljańczyk (PO) – przewodniczący
- Franciszek Kurpanik (PO) – wiceprzewodniczący
- Jan Mura (WDR) – wiceprzewodniczący
- Małgorzata Piaskowy (WDR) – wiceprzewodniczący

### Radni[2][3]
| nazwisko i imię      | partia/ugrupowanie | numer okręgu |
| -------------------- | ------------------ | ------------ |
| Kijlańczyk Wojciech  | PO-KO              | 1            |
| Szafraniec Krzysztof | PO-KO              | 1            |
| Lazar Jerzy          | PiS                | 1            |
| Sączek Andrzej       | PiS                | 1            |
| Piaskowy Małgorzata  | WDR                | 1            |
| Wałach Krystyna      | WDR                | 1            |
| Mularczyk Jacek      | BSR                | 1            |
| Kłosek Łukasz        | PO-KO              | 2            |
| Szutka Mirela        | PiS                | 2            |
| Pałka Tadeusz        | PiS                | 2            |
| Brzózka Joanna       | PiS                | 2            |
| Mura Jan             | WDR                | 2            |
| Wiśniewski Mariusz   | WDR                | 2            |
| Fojcik Marian        | PO-KO              | 3            |
| Lubszczyk Zbigniew   | PO-KO              | 3            |
| Szweda Arkadiusz     | PiS                | 3            |
| Węglorz Mariusz      | PiS                | 3            |
| Kohut Grażyna        | WDR                | 3            |
| Wojaczek Andrzej     | BSR                | 3            |
| Kurpanik Franciszek  | PO-KO              | 4            |
| Knesz Radosław       | PO-KO              | 4            |
| Dwornik Łukasz       | PiS                | 4            |
| Szymura Karol        | PiS                | 4            |
| Florczyk Marek       | WDR                | 4            |
| Chmieliński Michał   | BSR                | 4            |

## Skład Rady Miasta (kadencja 2014–2018)

### Prezydium Rady Miasta
- Adam Fudali (BSR) – przewodniczący
- Benedykt Kołodziejczyk (PO) – wiceprzewodniczący
- Jan Mura (BSR) – wiceprzewodniczący
- Andrzej Wojaczek (BSR) – wiceprzewodniczący

### Radni
| Nazwisko i imię         | Lista Wyborcza                         | Numer okręgu |
| ----------------------- | -------------------------------------- | ------------ |
| Fudali Adam             | KW Adam Fudali Blok Samorządowy Rybnik | 1            |
| Kołodziejczyk Benedykt  | KW Platforma Obywatelska RP            | 1            |
| Lazar Jerzy             | KW Prawo i Sprawiedliwość              | 1            |
| Piaskowy Małgorzata     | KW Adam Fudali Blok Samorządowy Rybnik | 1            |
| Piecha Wojciech         | KW Prawo i Sprawiedliwość              | 1            |
| Szafraniec Krzysztof    | KW Platforma Obywatelska RP            | 1            |
| Wałach Krystyna         | KW Adam Fudali Blok Samorządowy Rybnik | 1            |
| Gruszka Anna            | KW Prawo i Sprawiedliwość              | 2            |
| Kłosek Łukasz           | KW Platforma Obywatelska RP            | 2            |
| Mura Jan                | KW Adam Fudali Blok Samorządowy Rybnik | 2            |
| Oświęcimski Andrzej     | KW Adam Fudali Blok Samorządowy Rybnik | 2            |
| Szutka Mirela           | KW Prawo i Sprawiedliwość              | 2            |
| Wiśniewski Mariusz      | KW FOR                                 | 2            |
| Białous Tadeusz         | KW Adam Fudali Blok Samorządowy Rybnik | 3            |
| Cebula Henryk           | KW Prawo i Sprawiedliwość              | 3            |
| Kiljańczyk Wojciech     | KW Platforma Obywatelska RP            | 3            |
| Szweda Arkadiusz        | KW Prawo i Sprawiedliwość              | 3            |
| Węglorz Mariusz         | KW Adam Fudali Blok Samorządowy Rybnik | 3            |
| Wojaczek Andrzej        | KW Prawo i Sprawiedliwość              | 3            |
| Chmieliński Michał      | KW Adam Fudali Blok Samorządowy Rybnik | 4            |
| Dwornik Łukasz          | KW Prawo i Sprawiedliwość              | 4            |
| Kurpanik Franciszek     | KW Platforma Obywatelska RP            | 4            |
| Połanecka-Nabagło Maria | KW Adam Fudali Blok Samorządowy Rybnik | 4            |
| Ryszka Ewa              | KW Adam Fudali Blok Samorządowy Rybnik | 4            |
| Stokłosa Krystyna       | KW Platforma Obywatelska RP            | 4            |

### Liczba mandatów
| Komitet Wyborczy        | Mandaty |
| ----------------------- | ------- |
| Blok Samorządowy Rybnik | 10      |
| Prawo i Sprawiedliwość  | 8       |
| Platforma Obywatelska   | 6       |
| FOR                     | 1       |

## Skład Rady Miasta (kadencja 2010–2014)

### Prezydium Rady Miasta
- Andrzej Wojaczek (PiS) – przewodniczący
- Stanisław Jaszczuk (PiS) – wiceprzewodniczący
- Jan Mura (BSR) – wiceprzewodniczący
- Kazimierz Salamon (BSR) – wiceprzewodniczący

### Radni
| Nazwisko i imię              | Lista wyborcza             | Nr okręgu |
| ---------------------------- | -------------------------- | --------- |
| Henryk Cebula                | KW Prawo i Sprawiedliwość  | 3         |
| Michał Chmieliński           | KW Blok Samorządowy Rybnik | 4         |
| Bronisław Drabiniok          | KW Platforma Obywatelska   | 4         |
| Zygmunt Gajda                | KW Blok Samorządowy Rybnik | 3         |
| Anna Gruszka                 | KW Prawo i Sprawiedliwość  | 2         |
| Stanisław Jaszczuk           | KW Prawo i Sprawiedliwość  | 4         |
| Wojciech Kiljańczyk          | KW Platforma Obywatelska   | 3         |
| Benedykt Kołodziejczyk       | KW Platforma Obywatelska   | 2         |
| Monika Krakowczyk-Piotrowska | KW Platforma Obywatelska   | 1         |
| Piotr Kuczera                | KW Platforma Obywatelska   | 3         |
| Franciszek Kurpanik          | KW Platforma Obywatelska   | 4         |
| Leszek Kuśka                 | KWW Samorządny Rybnik 2010 | 2         |
| Dariusz Laska                | KW Platforma Obywatelska   | 1         |
| Jan Mura                     | KW Blok Samorządowy Rybnik | 2         |
| Szymon Musioł                | KW Platforma Obywatelska   | 2         |
| Andrzej Oświecimski          | KW Blok Samorządowy Rybnik | 2         |
| Wojciech Piecha              | KW Prawo i Sprawiedliwość  | 1         |
| Józef Piontek                | KW Blok Samorządowy Rybnik | 2         |
| Henryk Ryszka                | KW Blok Samorządowy Rybnik | 3         |
| Kazimierz Salamon            | KW Blok Samorządowy Rybnik | 4         |
| Józef Skrzypiec              | KW Blok Samorządowy Rybnik | 1         |
| Krystyna Stokłosa            | KW Platforma Obywatelska   | 4         |
| Krzysztof Szafraniec         | KW Platforma Obywatelska   | 1         |
| Henryk Wilk                  | KW Blok Samorządowy Rybnik | 1         |
| Andrzej Wojaczek             | KW Prawo i Sprawiedliwość  | 3         |

### Liczba mandatów
|  | Komitet Wyborczy        | Mandaty |
|  | ----------------------- | ------- |
|  | Platforma Obywatelska   | 10      |
|  | Blok Samorządowy Rybnik | 9       |
|  | Prawo i Sprawiedliwość  | 5       |
|  | Samorządny Rybnik 2010  | 1       |

## Skład Rady Miasta (kadencja 2006–2010)

### Prezydium Rady Miasta
- Stanisław Jaszczuk (PiS) – przewodniczący
- Andrzej Wojaczek (PiS) – wiceprzewodniczący
- Romuald Niewelt (BSR) – wiceprzewodniczący
- Kazimierz Salamon (BSR) – wiceprzewodniczący

### Radni
| Nazwisko i imię         | Lista wyborcza                           | Nr okręgu |
| ----------------------- | ---------------------------------------- | --------- |
| Waldemar Brzózka        | KW Prawo i Sprawiedliwość                | 2         |
| Henryk Cebula           | KW Prawo i Sprawiedliwość                | 3         |
| Michał Chmieliński      | KW Blok Samorządowy Rybnik               | 4         |
| Bronisław Drabiniok     | KW Platforma Obywatelska                 | 4         |
| Władysław Horabik       | KW Blok Samorządowy Rybnik               | 3         |
| Stanisław Jaszczuk      | KW Prawo i Sprawiedliwość                | 4         |
| Grzegorz Juzek          | KW Platforma Obywatelska                 | 3         |
| Benedykt Kołodziejczyk  | KW Platforma Obywatelska                 | 2         |
| Piotr Kuczera           | KW Platforma Obywatelska                 | 3         |
| Franciszek Kurpanik     | KW Platforma Obywatelska                 | 4         |
| Jerzy Lazar             | KW Prawo i Sprawiedliwość                | 1         |
| Jan Mura                | KW Blok Samorządowy Rybnik               | 2         |
| Piotr Niewelt           | KW Platforma Obywatelska                 | 1         |
| Romuald Niewelt         | KW Blok Samorządowy Rybnik               | 1         |
| Andrzej Oświecimski     | KW Blok Samorządowy Rybnik               | 2         |
| Jacek Piecha            | KW Platforma Obywatelska                 | 1         |
| Wojciech Piecha         | KW Prawo i Sprawiedliwość                | 1         |
| Józef Piontek           | KW Blok Samorządowy Rybnik               | 2         |
| Maria Polanecka-Nabagło | KW Blok Samorządowy Rybnik               | 4         |
| Henryk Ryszka           | KW Blok Samorządowy Rybnik               | 3         |
| Kazimierz Salamon       | KW Blok Samorządowy Rybnik               | 4         |
| Józef Skrzypiec         | KW Blok Samorządowy Rybnik               | 1         |
| Stanisław Stajer        | KWW Inicjatywa Obywatelska "Nasz Rybnik" | 2         |
| Henryk Wilk             | KW Blok Samorządowy Rybnik               | 1         |
| Andrzej Wojaczek        | KW Prawo i Sprawiedliwość                | 3         |

### Liczba mandatów
|  | Komitet Wyborczy        | Mandaty |
|  | ----------------------- | ------- |
|  | Blok Samorządowy Rybnik | 11      |
|  | Platforma Obywatelska   | 7       |
|  | Prawo i Sprawiedliwość  | 6       |
|  | Nasz Rybnik             | 1       |